# Hans-Bernd Kamps
Hans-Bernd Kamps (* 14. Mai 1958 oder 14. August 1956) ist ein deutscher Unternehmer, Motorsportteam-Inhaber und ehemaliger Automobilrennfahrer.

## Karriere als Rennfahrer
Hans-Bernd Kamps stieg in den 1980er-Jahren in den Motorsport ein. 1989 fuhr er in der Formel Opel Lotus Benelux und belegte zum Jahresende den siebten Platz in der Gesamtwertung. 1991 trat er in der Formel Opel Lotus Euroserie an.
Ein Jahr später wechselte er in den GT-Motorsport und startete in der Deutschen Porsche Carrera Trophy. Dort wurde er Sechster in der Saisonwertung. 1993 ging er mit dem Team Konrad Motorsport beim neu ins Leben gerufenen Porsche Supercup an den Start und belegte den 13. Platz zum Jahresende.
Seine letzte Saison als Rennfahrer bestritt er 1994 im Porsche Carrera Cup Deutschland. Die Saison beendete er mit dem siebten Rang.

## Karriere als Unternehmer
Hans-Bernd Kamps gründete 1993 zusammen mit Jörg Michaelis das Motorsport-Rennteam tolimit Motorsport. Das Team, ab 2013 mit dem neuen Namen Project 1 Motorsport, gewann viermal (2005, 2012, 2014 und 2015) den Fahrertitel des Porsche Carrera Cup Deutschland und einmal 2015 den Fahrertitel im Porsche Supercup. Der letzte Erfolg war der Titelgewinn in der GTE-Am-Teamwertung der FIA-Langstrecken-Weltmeisterschaft 2018/19.
Kamps war Förderer von Timo Glock und hatte als Manager dessen Karriere bis zur Formel 1 begleitet.